# Lelede
Lelede  est un village du Cameroun dans la Région de l'Extrême-Nord et le département de Mayo-Sava, situé à la frontière avec le Nigeria. Il fait partie de la commune de Kolofata et comprend deux hameaux, Kidjimatari Mala Oumaté et Lelede Blama Tchetene Slimane.

## Population
En 1966-1967, le village de Lelede comptait 346 habitants, des Gamergu. À cette date il était inaccessible en voiture.
Lors du recensement de 2005, on a dénombré 616 habitants dans le village de Lelede, dont 365 pour Kidjimatari Mala Oumaté et 251 pour Lelede Blama Tchetene Slimane.